# Domeyko-Gletscher
Der Domeyko-Gletscher (polnisch Lodowiec Domeyki) ist ein Gletscher auf King George Island im Archipel der Südlichen Shetlandinseln. Er fließt in südöstlicher Richtung zum Mackellar Inlet.
Wissenschaftler einer polnischen Antarktisexpedition benannten ihn 1980 nach dem polnischen Geologen und Mineralogen Ignacy Domeyko (1802–1889).